# Ryan Riley
Ryan Riley (ur. 15 maja 1979 r.) – amerykański narciarz, specjalista narciarstwa dowolnego. Zajmował 9. miejsce w jeździe po muldach podwójnych podczas mistrzostw świata w Meiringen i mistrzostw świata w Whistler. Nigdy nie startował na igrzyskach olimpijskich. Najlepsze wyniki w Pucharze Świata osiągnął w sezonie 2000/2001, kiedy to zajął 11. miejsce w klasyfikacji generalnej, a w klasyfikacji jazdy po muldach był piąty.
W 2004 r. zakończył karierę.

## Sukcesy

### Mistrzostwa Świata
| Miejsce | Dzień       | Rok  | Miejscowość | Konkurencja      | Zwycięzca       |
| ------- | ----------- | ---- | ----------- | ---------------- | --------------- |
| 9.      | 10 marca    | 1999 | Meiringen   | Jazda po muldach | Janne Lahtela   |
| 9.      | 19 stycznia | 2001 | Whistler    | Jazda po muldach | Mikko Ronkainen |

### Puchar Świata

#### Miejsca w klasyfikacji generalnej
- 1998/1999 – 42.
- 1999/2000 – 27.
- 2000/2001 – 11.
- 2001/2002 – 49.
- 2003/2004 – 65.

#### Miejsca na podium
1. Madarao – 9 marca 2002 (Muldy podwójne) – 2. miejsce